# Davide Pacchiardo
Davide Pacchiardo (Turijn, 30 mei 1990) is een Italiaans voormalig wielrenner.

## Carrière
In 2014 werd Pacchiardo nationaal kampioen op de weg voor eliterenners zonder contract. Drie jaar later behaalde hij zijn eerste UCI-zege, toen hij de vijfde etappe van de Ronde van Albanië op zijn naam schreef.

## Overwinningen
2014
 Italiaans kampioen op de weg, Elite z/c
2017
5e etappe Ronde van Albanië

## Ploegen
- 2016 –  GM Europa Ovini
- 2017 –  GM Europa Ovini